# Гепабене
Гепабене (Hepabene) — комбинированный гепатопротектор с желчегонным и спазмолитическим действием. Применяют при лечении дискинезии желчевыводящих путей, хронических гепатитов, цирроза печени, жировой дистрофии печени, токсических поражений печени, состояний после холецистэктомии.
Эффективность силимарина, одного из основных компонентов Гепабене, по причине недостатка качественных исследований не доказана.

## Состав и форма выпуска
- капсулы в упаковке по 30 или 100 штук.

1 капсула Гепабене содержит экстракт расторопши пятнистой 70—100 мг (Fructus Silybi mariani) со стандартизированным количеством флавоноидов (50 мг силимарина, в том числе не менее 22 мг силибинина), экстракт дымянки аптечной 275 мг (Fumaria officialis), содержащей не менее 4,13 мг алкалоида протопина.

## Фармакологическое действие
Эффективность силимарина, одного из основных компонентов Гепабене, не подтверждена по причине недостатка качественных клинических испытаний. Так, не получены данные о его эффективности при остром гепатите C, хронических гепатитах C и B, алкогольных и лекарственных поражениях печени, первичном билиарном циррозе, а при остром вирусном гепатите В большинство доказательных исследований не выявило статистически значимых различий между силимарином и плацебо по показателям функции печени и параметрам коагулограммы.
Растительное флавоноидное вещество, выделенное из плодов и млечного сока расторопши пятнистой, содержит комплекс изомерных соединений полигидроксифенолхроманонов, главными из которых являются силимарин, силибинин, силидиадин и силихристин.

## Фармакокинетика
- Всасывание: силимарин практически нерастворим в воде.

Благодаря слабокислым свойствам, может образовывать соли со щелочными веществами. Более 80 % препарата выделяется с жёлчью в виде глюконоридов и сульфатов. В результате расщепления кишечной микрофлорой до 40 % выделившегося с жёлчью силимарина вновь реабсорбируется, в результате чего создаётся кишечно-печёночный кругооборот (рециркуляция).
Распределение: препарат слабо связывается с белками плазмы крови.
После однократного введения через рот концентрация в плазме достигает максимума уже через 30 минут. Максимум выделения с жёлчью достигается через 2 часа. Период полувыведения составляет 5,5—6 часов.

## Показания
Гепабене применяют в составе комплексной терапии следующих заболеваний:
- дискинезия желчевыводящих путей по гиперкинетическому и гипокинетическому типу, особенно сочетающаяся с поражением печени;
- хронические гепатиты (в частности подострая, хроническая персистирующая или хроническая активная форма);
- циррозы печени;
- жировая дистрофия печени;
- токсико-метаболические поражения печени, в том числе ксенобиотиками;

состояние после операции холецистэктомии.

### Способ применения и дозы
Капсулы следует принимать внутрь, во время еды, не разжёвывая, запивая небольшим количеством воды, по 1 капсуле 3 раза в день. При ночном болевом синдроме рекомендуют дополнительно принимать ещё 1 капсулу перед сном. Доза может быть увеличена до 6 капсул (по 2 капсулы 3 раза в день).

### Передозировка
До настоящего времени о случаях передозировки препарата Гепабене не сообщалось.
Лечение: никаких специальных мероприятий, кроме отмены препарата и обычного медицинского наблюдения, не требуется.

### Противопоказания
острые воспалительные заболевания печени и желчевыводящих путей, острый холецистоангиохолит с поражением внутрипечёночных жёлчных ходов;
гиперчувствительность (крапивница, зуд) к одному из компонентов препарата.

### Применение при беременности и кормлении грудью
Применение Гепабене при беременности и в период лактации (грудного вскармливания) возможно только по строгим показаниям и под тщательным наблюдением лечащего врача. Данные о неблагоприятном воздействии препарата Гепабене на плод или новорождённого отсутствуют.

### Побочные действия
Возможно послабляющее действие, увеличение диуреза, аллергические реакции. Большие дозы экстракта расторопши могут вызывать застойные явления в нижних полых венах.

### Меры предосторожности и особые указания
В период лечения Гепабене пациентам необходимо строго соблюдать предписанные врачом режим, диету, другие лекарственные назначения, воздерживаться от употребления алкоголя. С осторожностью следует принимать при геморрое, варикозном расширении вен нижних конечностей.

### Лекарственное взаимодействие
Лекарственное взаимодействие препарата Гепабене до настоящего времени не описано.

### Условия хранения
Препарат следует хранить в недоступном для детей месте при температуре не выше 25 °C. Срок годности 5 лет. Условия отпуска из аптеки — по рецепту.